# Bolschoje Muraschkino (Nischni Nowgorod)
Bolschoje Muraschkino (russisch Большо́е Мура́шкино) ist eine Siedlung städtischen Typs in der Oblast Nischni Nowgorod in Russland mit 5554 Einwohnern (Stand 14. Oktober 2010).

## Geographie
Der Ort liegt etwa 80 km Luftlinie südöstlich des Oblastverwaltungszentrums Nischni Nowgorod am rechten Wolga-Nebenfluss Sundowik.
Bolschoje Muraschkino ist Verwaltungszentrum des Rajons Bolschmuraschkinski sowie Sitz und einzige Ortschaft der Stadtgemeinde (gorodskoje posselenije) Rabotschi possjolok Bolschoje Muraschkino.

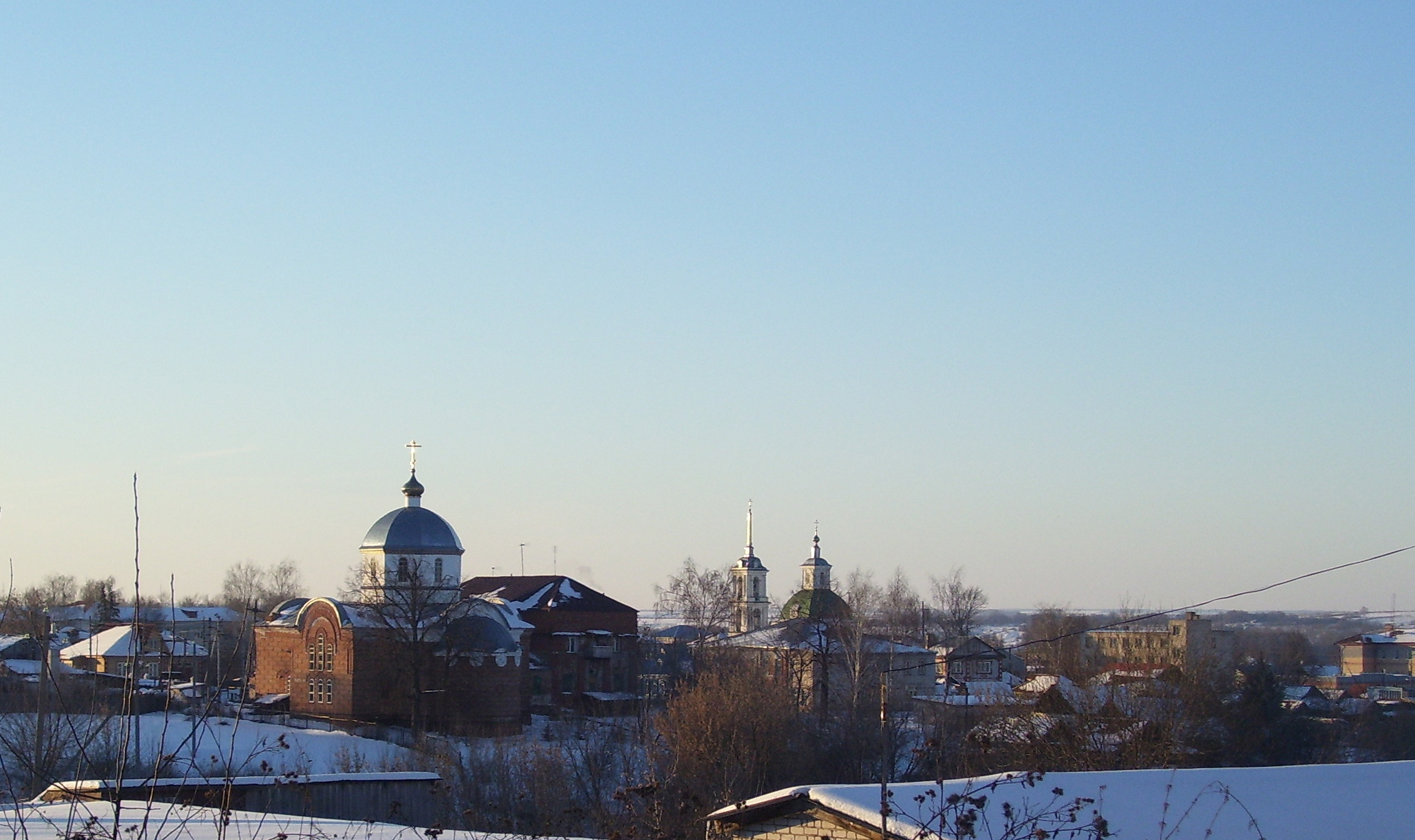
Ortspanorama
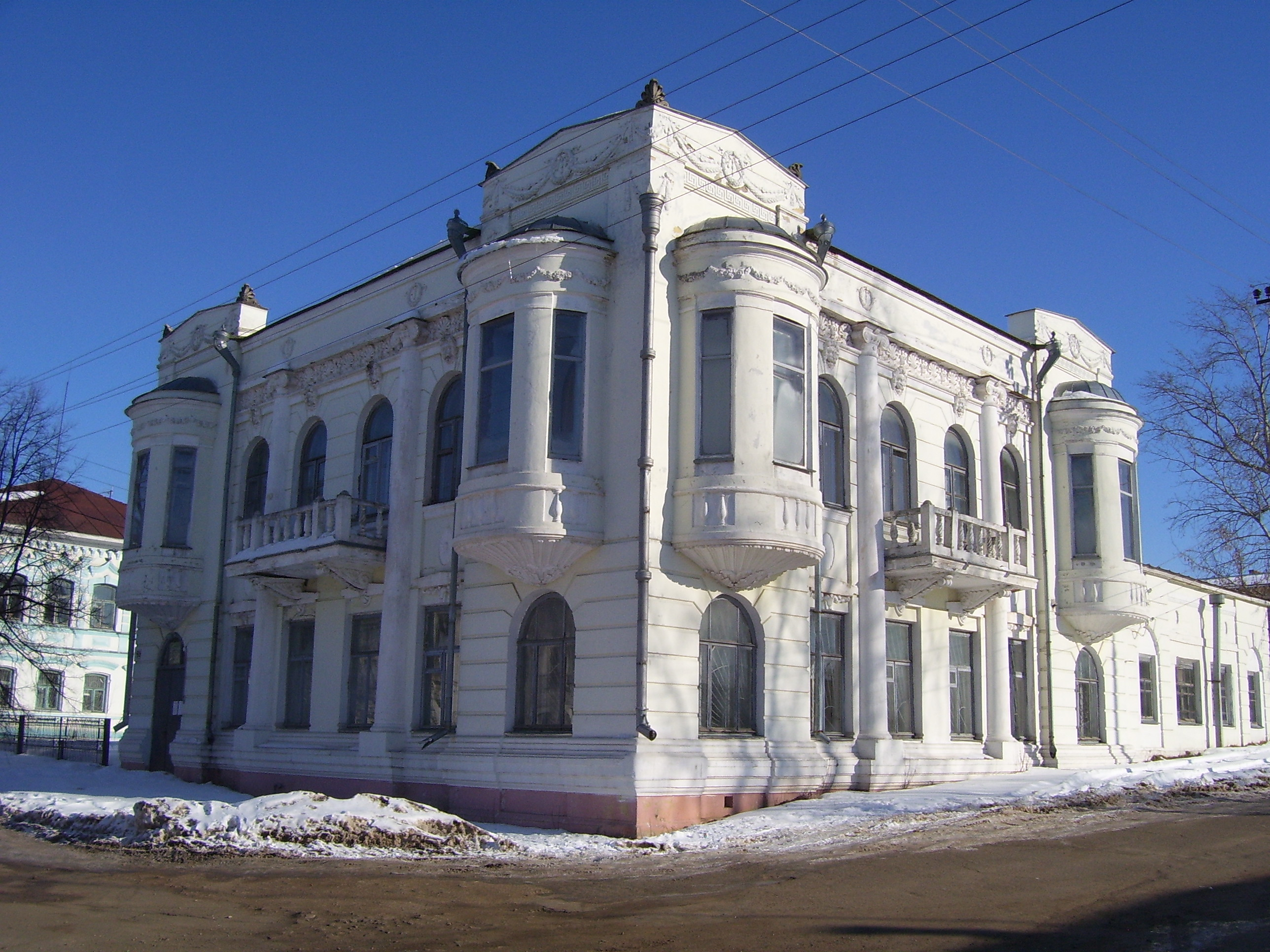
Brüder-Monew-Haus aus dem 19. Jahrhundert (heute Museum)
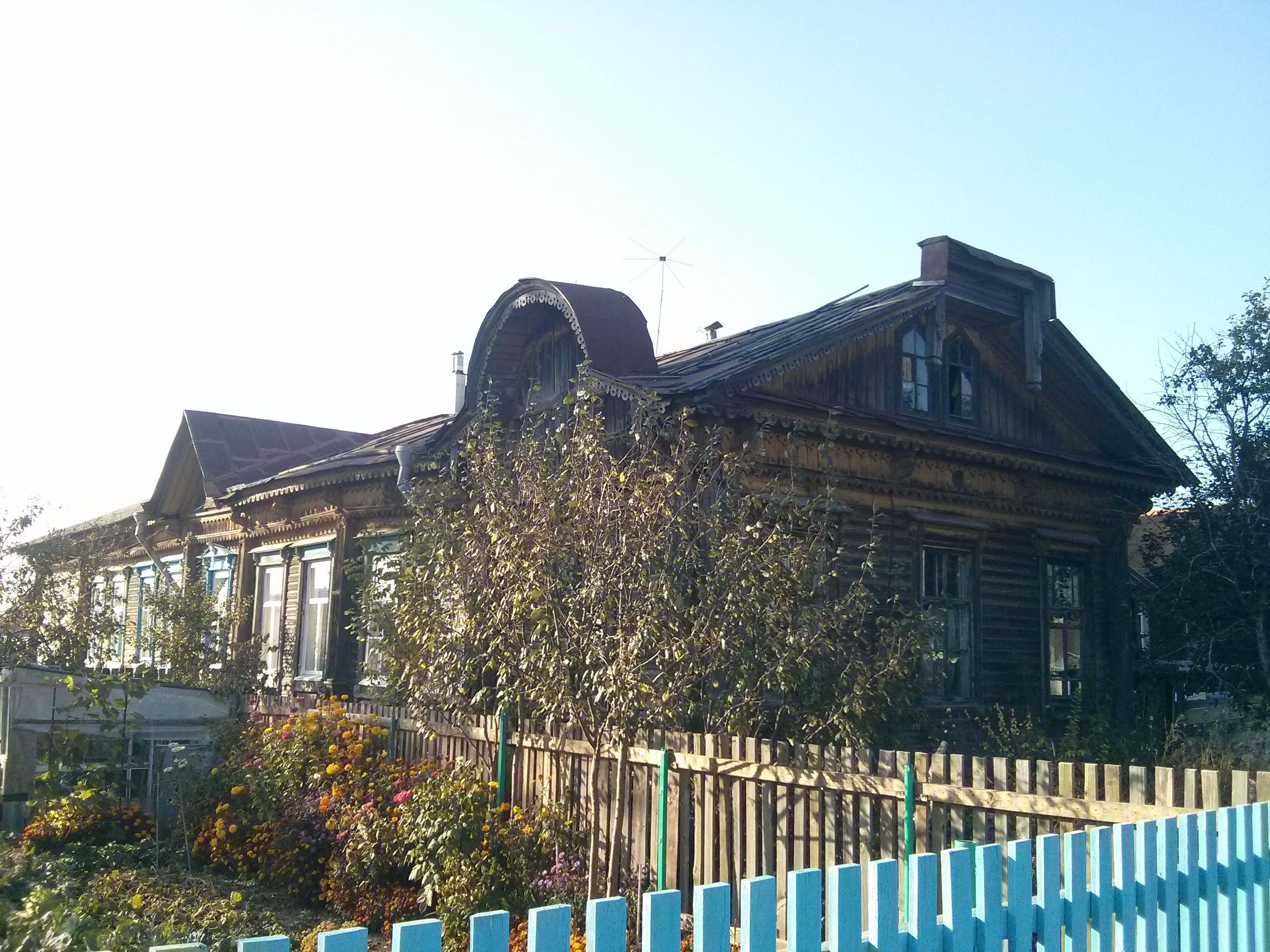
Eines der Gebäude des ehemaligen Semstwo-Krankenhauses

## Geschichte
Der Ort wurde erstmals 1377 in einer Verkaufsurkunde des Susdal-Nischni-Nowgoroder Großfürsten Dmitri Konstantinowitsch erwähnt. Dort befand sich später eine Grenzfestung zum Khanat Kasan, und der Ort galt bis ins 17. Jahrhundert als Stadt (gorod). Ab Ende des 18. Jahrhunderts gehörte er als Dorf und Sitz einer Wolost zum Ujesd Knjaginin des Gouvernements Nischni Nowgorod.
Am 29. Juni 1929 wurde Bolschoje Muraschkino Verwaltungssitz eines neu geschaffenen, nach ihm benannten Rajons. 1959 erhielt der Ort den Status einer Siedlung städtischen Typs.

### Bevölkerungsentwicklung
| Jahr | Einwohner |
| ---- | --------- |
| 1897 | 5341      |
| 1939 | 5336      |
| 1959 | 4850      |
| 1970 | 6335      |
| 1979 | 6845      |
| 1989 | 6728      |
| 2002 | 6377      |
| 2010 | 5554      |

Anmerkung: Volkszählungsdaten

## Verkehr
Durch Bolschoje Muraschkino verläuft die Regionalstraße 22K-0162, die gut 25 km nördlich von der föderalen Fernstraße M7 Moskau – Nischni Nowgorod – Kasan – Perm/Ufa abzweigt und weiter nach Knjaginino, Sergatsch und zur Grenze der Republik Tschuwaschien (Richtung Alatyr) führt. Zunächst nach Westen zweigt in Bolschoje Muraschkino die 22K-0052 ins südwestlich benachbarte Rajonzentrum Perewos ab, nach Süden die 22K-0054 ins benachbarte Rajonzentrum Buturlino. Dort befindet sich etwa 25 km entfernt auch die nächstgelegene Bahnstation Smagino an der Strecke Moskau – Arsamas – Kasan.